# Фейрберн, Уильям

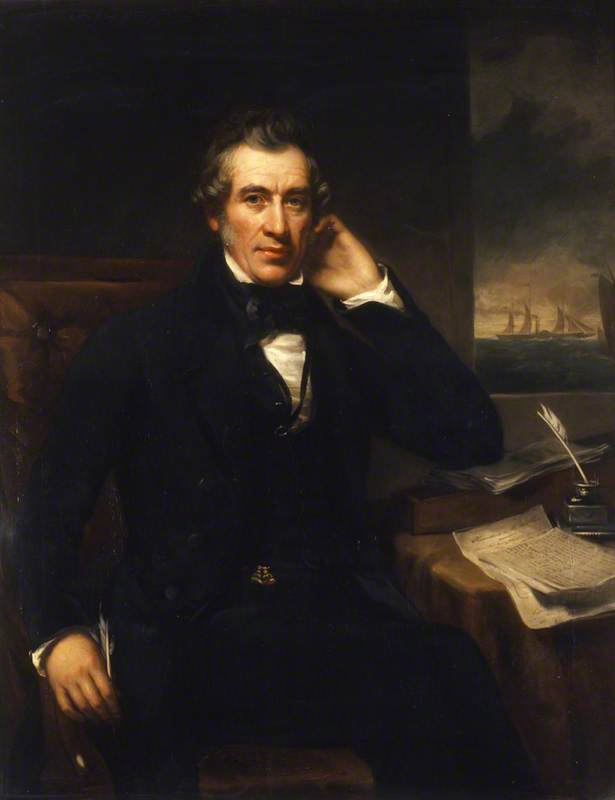
Портрет Уильяма Фейрберна работы Бенджамина Фолкнера

Сэр Уильям Фейрберн (англ. William Fairbairn; 1789—1874) — шотландский инженер и промышленный деятель.

## Биография
Родился 19 февраля 1789 года шотландском городе Келсо в семье фермера.
В раннем возрасте проявил интерес к механике, служил учеником слесаря-ремонтника в Ньюкасл-апон-Тайне, где подружился с Джорджем Стефенсоном. В 1813 году переехал в Манчестер и работал у инженеров Adam Parkinson и Thomas Hewes. В 1817 году основал совместно с Джеймсом Лилли (англ. James Lillie) компанию по производству мельничного оборудования Fairbairn and Lillie Engine Makers.
Учился и работал в институте Institution of Civil Engineers. В 1820-х—1830-х годах вместе с математиком и инженером Итоном Ходжкинсоном занимался вопросами оптимального сечения железных балок, которые использовались при строительстве моста  Water Street на железной дороге Ливерпуль—Манчестер. В 1840-х годах работал вместе с инженером-железнодорожником Робертом Стефенсоном, сыном друга его молодости Джорджа. 
Когда в Англии хлопчатобумажная промышленность пришла в упадок, Уильям Фейрберн использовал применяющиеся в этом производстве котлы для паровозов и в судостроении. Занимался проектированием новых судов. Вместе с Джеймсом Лилли построили в Манчестере в 1830 году колёсный пароход Lord Dundas. Затем они перенесли кораблестроительный завод в Лондон, где в течение 1834—1845 годов построили более восьмидесяти судов, включая пароход Pottinger водоизмещением в 1250 тонн для компании Peninsular and Oriental Company и военный парусный фрегат из металла HMS Megaera. 
В 1848 году Фейрбернон ушел из отрасли кораблестроения и свой инженерный опыт стал применять при строительстве мостов с коробчатыми фермами, среди которых были Britannia Bridge и Conwy Railway Bridge.
В 1839 году он занимался строительством железнодорожных локомотивов типа 0-4-0 для железной дороги Manchester and Bolton Railway. К 1862 году его компания Millwall Iron Works построила более 400 таких локомотивов для железных дорог Great Western Railway и London and North Western Railway. 

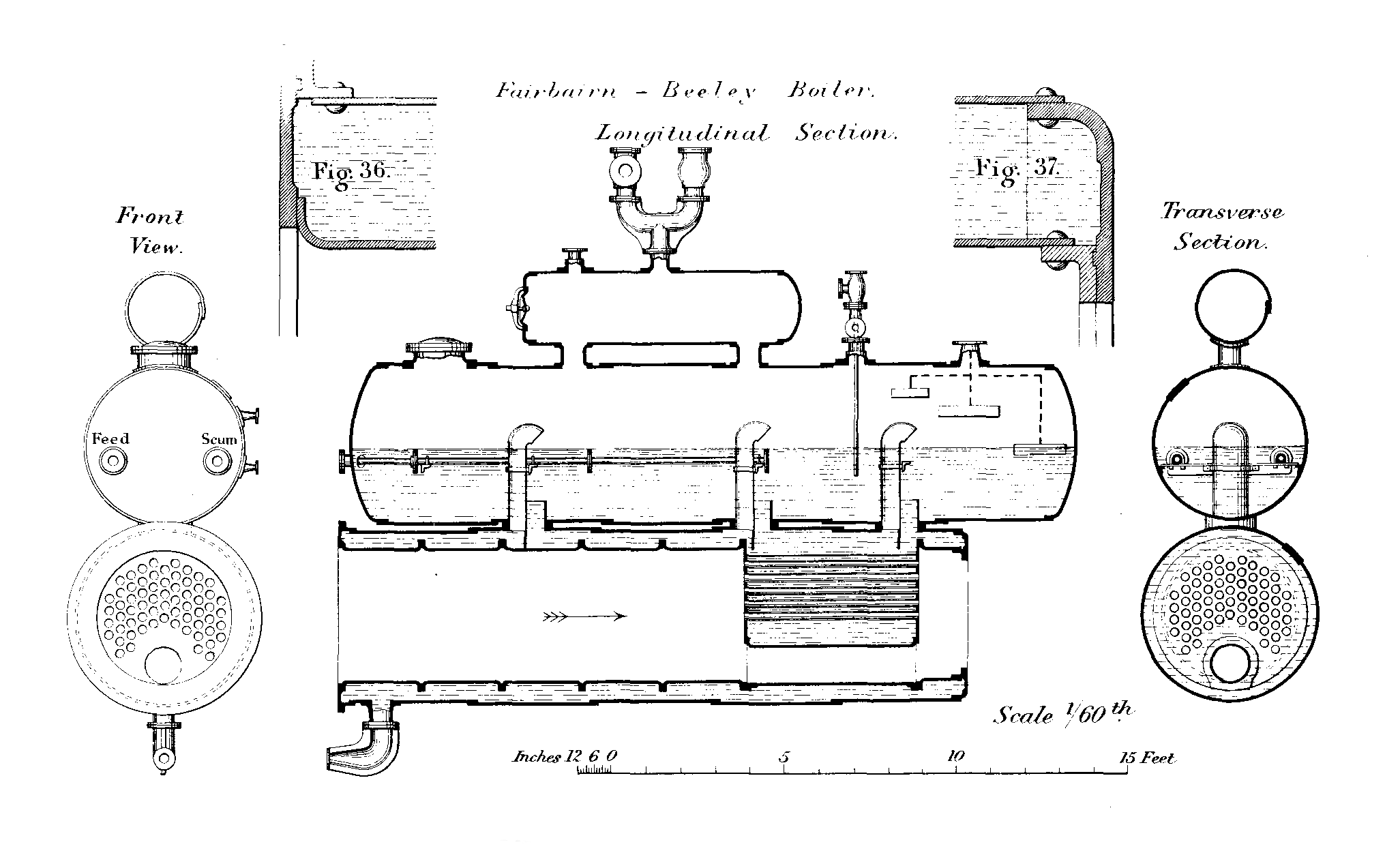
Котёл Fairbairn-Beeley boiler

Кроме этого Фейрберн разработал в 1844 году ланкаширский тип паровых котлов, экспериментировал со стеклянными баллонами, разработал совместно с Thomas Beeley котёл Fairbairn-Beeley boiler. 
В 1850 году сэр Уильям Фейрберн был избран членом Королевского общества. 
Умер 18 августа 1874 года в местечке Moor Park графства Суррей, Англия, и похоронен в церкви Church of St Mary the Virgin города Prestwich, ныне Большой Манчестер. В этом же году возле манчестерской ратуши ему был установлен памятник.

## Семья
8 июня 1816 года женился на Дороти Марр (англ. Dorothy Marr), у них было семеро детей.